# Stupri durante l'occupazione della Germania

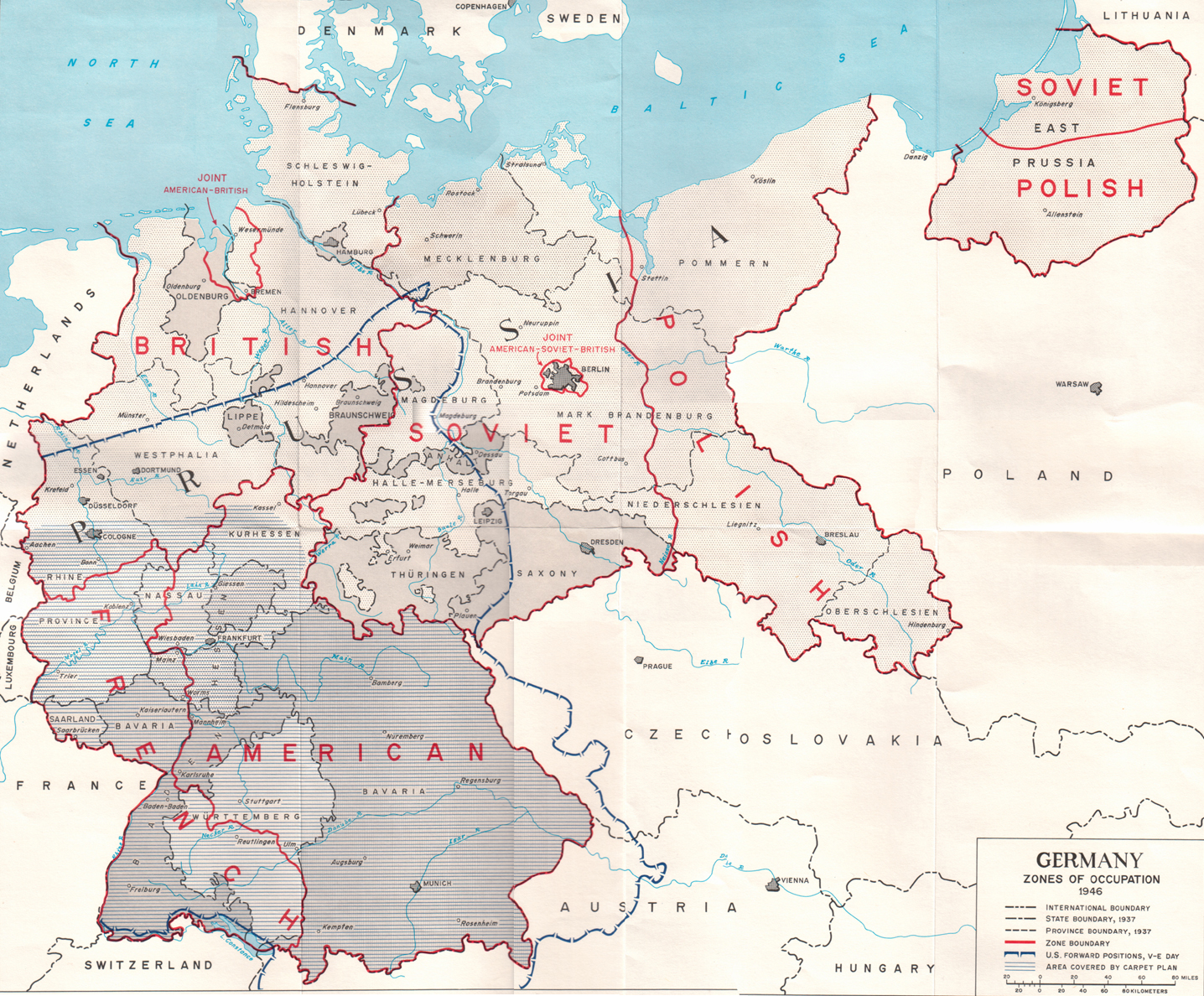
Mutamenti territoriali e zone d'occupazione della Germania dopo la fine del conflitto

Quando le truppe Alleate entrarono ed occuparono la Germania nelle ultime fasi della seconda guerra mondiale, furono commessi diversi stupri di massa durante le ultime operazioni militari e nei seguenti anni di occupazione. Molto note e numerose furono le violenze commesse dall'Armata Rossa, il cui numero si aggira tra le centinaia di migliaia e i due milioni.

## Armata Rossa
Un'ondata di stupri e violenze sessuali colpì il centro Europa tra il 1944 e il 1945, mentre gli anglo-americani e l'Armata Rossa sovietica si aprivano la strada verso il cuore del continente. In Germania cominciarono il 21 ottobre 1944, quando le truppe russe attraversarono il ponte di Angerapp, sfogando la rabbia nel massacro di Nemmersdorf prima di essere respinti indietro alcune ore più tardi.
La maggior parte dei crimini fu commessa nella zona d'occupazione sovietica; le stime del numero di donne violentate dai soldati sovietici si aggira attorno alle decine di migliaia fino ai due milioni. In molti casi furono vittime le donne, circa il 60-70% delle volte. Almeno 100.000 donne si pensa siano state stuprate solo a Berlino, in base al tasso di aborti riportati negli ospedali dell'epoca nei mesi successivi, causando dopo gli aborti la morte di circa 10.000 donne. Le morti di donne in relazione agli stupri in Germania sono stimate in circa 240.000. Antony Beevor descrisse tutto ciò come "il più grande fenomeno di stupro di massa nella storia" e concluse che almeno un milione e quattrocentomila donne furono violentate solamente nella Prussia orientale, Pomerania e Slesia.
Natal'ja Gesse, al tempo una corrispondente di guerra sovietica, afferma che i soldati russi violentarono donne tedesche dagli otto agli ottanta anni. Le donne russe non furono trattate con la stessa indiscriminata brutalità dai soldati tedeschi negli anni precedenti, sebbene anch'esse furono stuprate dai militari. Tuttavia, il veterano russo Vsevolod Olimpiev afferma che "le relazioni tra i soldati sovietici e la popolazione tedesca, dove vi furono, erano indifferenti e neutrali. Nessuno, almeno nel nostro reggimento, molestò o toccò alcuno. Oltretutto, quando passavamo nei pressi di una famiglia tedesca con dei bambini che moriva di fame condividevamo il nostro cibo con loro senza che dicessero una parola".
Dopo l'estate del 1945, i soldati sovietici colti in flagrante nelle violenze cominciarono ad essere puniti, con arresti fino all'esecuzione. Tuttavia, gli stupri continuarono fino all'inverno 1947-1948, quando le autorità sovietiche confinarono le truppe sovietiche in posti di guardia e baracche, separandoli completamente dalla popolazione civile.
Secondo Alexander Statiev, mentre i sovietici rispettavano i loro cittadini e quelli dei loro paesi alleati, nelle nazioni ostili si sentivano più dei conquistatori che dei liberatori, vedendo la violenza contro i civili come un privilegio della vittoria. Statiev parla dell'attitudine del soldato sovietico ad esemplificare questo fenomeno:

### Controversie in Russia

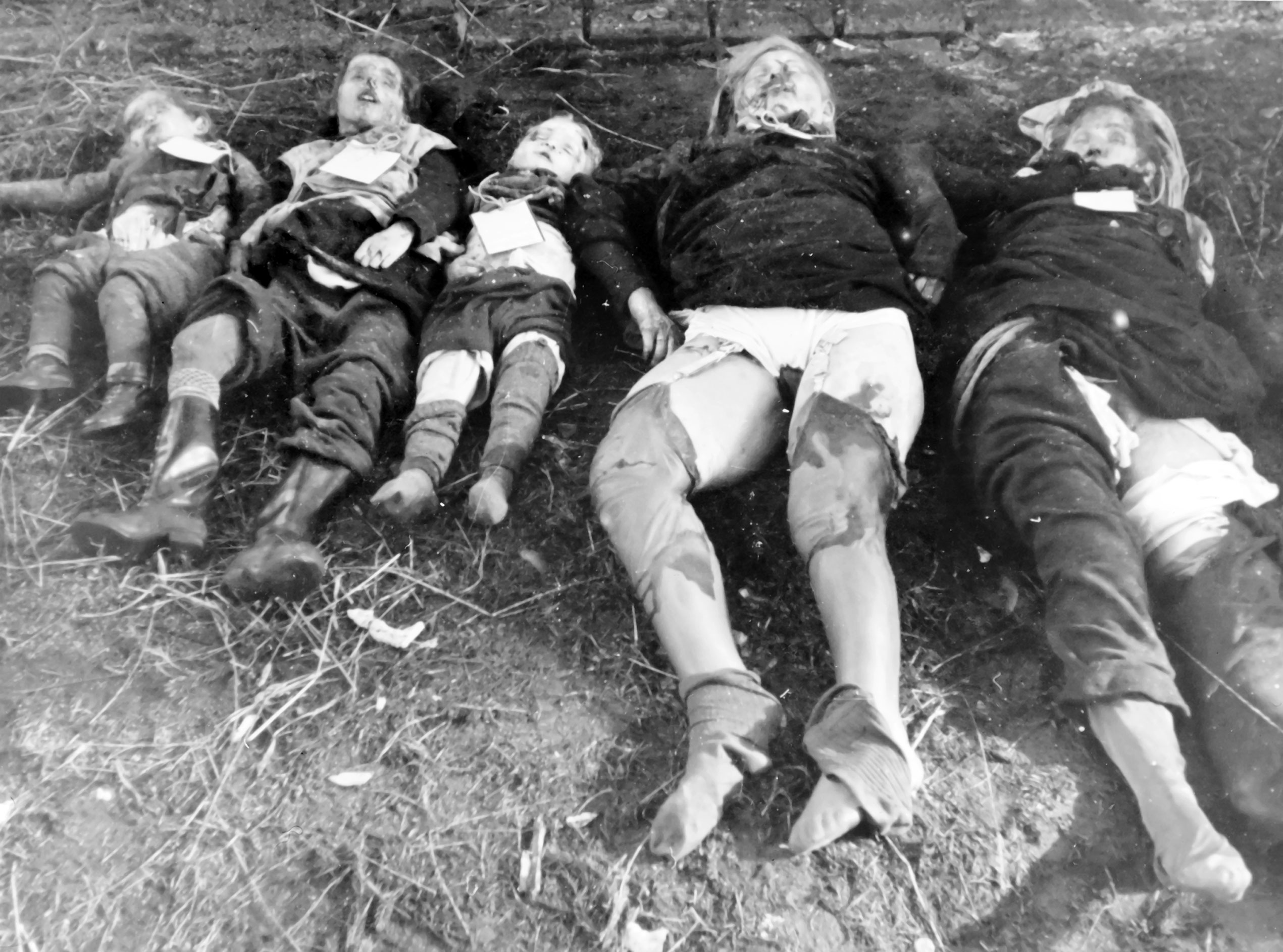
Immagine catturata dalla Sicherheitspolizei; si afferma che le due donne mostrassero segni di stupro

In Russia vi è una disputa riguardo a queste affermazioni, che incontrano una vasta critica da parte degli storici e del governo russo. Le critiche affermano che le cifre si basano su fonti discutibili e metodologicamente imprecise; affermano che, anche se vi furono casi di eccessi, l'Armata Rossa trattò la popolazione dell'ex-Terzo Reich con rispetto. Nella sua rivisita di Berlin: The Downfall 1945, O.A. Ržeševskij, professore e Presidente dell'"Associazione storici russi della seconda guerra mondiale", affermò che Beevor ha meramente fatto risorgere le visioni screditate e razziste degli storici neonazisti, che dipinsero i soldati sovietici come disumane orde asiatiche. In un'intervista con la BBC News Online, Ržeševskij ammise di aver letto solo degli estratti e di non aver visto le fonti su cui si basa il libro di Beevor. Affermò inoltre che l'uso dell'autore di frasi come "i berlinesi ricordano" e "le esperienze delle donne tedesche violentate" starebbe meglio "in una pulp fiction che in una ricerca scientifica". Ržeševskij difese inoltre le rappresaglie sovietiche contro i tedeschi, affermando che i tedeschi avrebbero potuto aspettarsi una "valanga di vendetta".
Ržeševskij afferma che gli atti come furti e assalti sessuali sono parte stessa della guerra e che alcuni sovietici come alcuni Alleati occidentali li commisero. In generale, sostiene i soldati sovietici trattarono i tedeschi in modo pacifico e con umanità.
Il colonnello Ivan Busik, direttore dell'istituto russo di storia militare, scrisse che l'Eroe dell'Unione Sovietica, il generale Ivan Tret'jak, gli disse che non vi fu un singolo caso di violenza commesso da un uomo del suo reggimento. Tretiak disse che, anche se voleva lui stesso vendetta, gli ordini di Stalin erano di trattare con umanità la popolazione; inoltre disse che, in vasti raggruppamenti militari come quello presente in Germania all'epoca, vi potessero essere fenomeni di condotta indecorosa, dato che gli uomini non avevano avuto contatti con donne per anni. Tuttavia, spiegò che le relazioni sessuali, non erano sempre violenti ma spesso erano consenzienti. Il lavoro di Beevor e altri, relativi a stupri di massa, sono descritti da Tretiak come "sporco cinismo, perché la stragrande maggioranza di coloro che sono stati calunniati non possono rispondere a questi bugiardi".
Riguardo al numero di aborti a Berlino e alle stime sul numero di stupri in base alle statistiche degli aborti, vi possono essere alcune spiegazioni che non richiedevano necessariamente violenze sessuali da parte di soldati sovietici. Atina Grossman, nel suo articolo su October, descrive come fino agli inizi del 1945 gli aborti in Germania fossero illegali e quindi, quando i medici iniziarono a praticare liberamente gli aborti per le vittime di stupro, queste affermavano quasi tutte di essere state violentate da soldati con "lineamenti asiatici o mongoli". Molte però specificavano di avere motivi socioeconomici, come non poter prendersi cura di un bimbo, invece che morali o etici.
Richard Overy, storico del King's College di Londra, criticò la visione tenuta da alcuni studiosi russi, asserendo che essi rifiutavano di accettare che i sovietici avessero commesso crimini di guerra durante il conflitto; «[...] in parte ciò fu causato dal loro sentimento che giustificava la vendetta contro un nemico che commise atti peggiori, in parte perché essi scrissero la storia dei vincitori».

### Analisi
Un ordine inviato il 19 gennaio 1945, firmato da Stalin, diceva:
Stalin si presume abbia detto che la gente avrebbe capito che se un soldato che ha percorso migliaia di chilometri attraverso sangue, fuoco e morte possa voler divertirsi con una donna o commettere qualche sciocchezza. In un'altra occasione, quando gli fu detto che i soldati dell'Armata Rossa commettevano violenze sui rifugiati tedeschi, disse:
In Russia, vi sono molte dispute sulle accuse di stupro di massa commessi contro i tedeschi. Machmud Garejev, presidente dell'Accademia delle Scienze Militari, che partecipò alla campagna della Prussia orientale, disse di non aver sentito nulla riguardo a violenze sessuali. Disse inoltre che, dopo ciò che i nazisti fecero in Russia, era facile che si verificassero eccessi ma questi erano fortemente soppressi e puniti. Fece inoltre notare che i leader militari sovietici, il 19 gennaio 1945, firmarono un ordine esecutivo per impedire che si stringessero relazioni strette tra i militari e la popolazione locale. Garejev disse che Beevor copiò la propaganda di Goebbels sulla "sessualità aggressiva dei nostri soldati". Secondo lo storico russo, Nel suo libro, A. Djukov, afferma che «[...] I tedeschi non provarono che una frazione dell'orrore che i loro soldati causarono ad est. Al di là di qualche eccesso, fortemente represso dai comandanti, l'Armata Rossa intera ebbe un comportamento umano verso la gente del Reich». I soldati russi sfamarono la popolazione tedesca, salvarono i bambini e aiutarono a ristabilire la normale vita del paese.
Nella sua analisi dei motivi dell'esteso numero di stupri sovietici, Norman Naimark affermò che "la propaganda d'odio, le esperienze personali di sofferenze in patria e un'errata figura della donna tedesca, per mano della stampa, per non parlare di ciò che si dicevano i soldati tra di loro" sono parte delle ragioni dell'esteso numero di violenze. Inoltre fa notare che la tendenza a bere influì alla propensione dei soldati russi a commettere stupri, specialmente se portavano alla morte. Infine nella natura patriarcale della cultura russa e delle società asiatiche il disonore era ripagato violentando la donna del nemico. Il fatto che i tedeschi avessero uno standard di vita più alto visibile anche se tra le rovine "poteva aver contribuito ad un complesso nazionale di inferiorità tra i russi". Il sentimento di inferiorità, combinato con il desiderio di restaurare l'onore e di avere vendetta, poteva essere il motivo per cui le donne venivano violentate in pubblico, anche di fronte al proprio uomo, e poi uccisa subito dopo assieme al marito.
Secondo Antony Beevor, la vendetta giocò un ruolo molto piccolo nei frequenti stupri; la ragione principale delle violenze era l'idea dei soldati sovietici di potersi impossessare di ogni sorta di bottino, donne incluse. Beevor spiegò ciò con la scoperta che le truppe sovietiche violentarono donne e ragazze russe e polacche dopo averle liberate dai campi di concentramento nazisti.

### Effetti sociali
Diversi "bambini russi" (Russische Kinder) nacquero durante l'occupazione, molti di questi come risultato di violenze.
Secondo Norman Naimark non potremmo mai sapere quante donne e ragazze tedesche furono violentate dalle truppe russe durante la guerra e l'occupazione, il loro numero è probabilmente di centinaia di migliaia, forse due milioni. Tra gli effetti sociali delle violenze sociali, Naimark notò:
Le donne della Germania Est parlano del Memoriale di guerra sovietico a Treptower Park, a Berlino, come la "tomba degli stupratori ignoti".

### Letteratura sovietica
Aleksandr Solženicyn prese parte all'invasione della Germania e scrisse un poema sull'argomento, "Notti prussiane": 22 Hoeringstrasse. Non è stata bruciata, appena saccheggiata, segnata. Un gemito dalle mura, per metà soffocato: la madre è ferita, mezza morta. La figlia piccola è sul materasso, morta. Quanti sono stati su di lei? Un plotone, una compagnia forse? Una ragazza è stata trasformata in una donna, una donna trasformata in un cadavere... La madre supplica, "Soldato, uccidimi!"
Svjatlana Aleksievič pubblicò un libro che include le memorie di veterani sovietici della guerra in Germania. Secondo un ex-ufficiale dell'esercito,
Un operatore del telefono dell'Armata sovietica ricordò che

### Cultura di massa
Anche se alcune donne vollero dimenticare le loro esperienze e non avevano il desiderio di raccontarle, la maggior parte delle biografie e le rappresentazioni del periodo, come il film La caduta - Gli ultimi giorni di Hitler, alludono a stupri di massa da parte dell'Armata Rossa senza menzionarli esplicitamente. Con il passare del tempo, molte opere furono prodotte riguardo all'argomento in modo diretto, come i libri di Gemma La Guardia Gluck (sorella di Fiorello La Guardia) o il film Intrigo a Berlino.
L'argomento in questo è materia per i movimenti femministi. La prima opera autobiografica che descrisse gli eventi fu scritto nel 1954, Una donna a Berlino, da cui tratto il film del 2008. In Germania fu ampiamente rigettato inizialmente ma convinse molte donne a raccontare le loro storie.

## Eserciti britannico e canadese
Anche se pochi, paragonandoli con quelli commessi dall'Armata Rossa, gli stupri di donne e ragazze furono commessi anche dalle truppe britanniche e canadesi negli ultimi mesi della seconda guerra mondiale. Anche donne anziane furono soggette alle violenze. Anche se era un problema di alto profilo per la Royal Military Police, alcuni ufficiali erano soliti usare clemenza con i loro uomini. Molti stupri furono commessi sotto l'effetto dell'alcol o stress postraumatico ma vi furono casi di aggressioni premeditate, come ciò che capitò a tre donne tedesche nel paese di Neustadt am Rübenberge, o il tentato stupro di gruppo di due ragazze minacciate con le armi nel villaggio di Oyle, vicino Nienburg, che si concluse con la morte di una donna quando, intenzionalmente o meno, uno dei soldati scaricò la sua pistola, colpendola al collo.

## Esercito francese
Alle truppe francesi, che presero parte all'invasione della Germania e della Francia stessa, fu assegnata una zona d'occupazione della Germania. Secondo Perry Biddiscombe, i francesi commisero "385 stupri nell'area di Costanza, 600 a Bruchsal e 500 a Freudenstadt". Commisero inoltre uno stupro di gruppo nel distretto di Höfingen, vicino Leonberg.
Secondo Norman Naimark, i Goumier marocchini, integrati nelle truppe francesi, ebbero un comportamento simile a quello dei soldati sovietici, in particolare nel periodo iniziale dell'occupazione del Baden e del Württemberg.

## Esercito statunitense
Nel suo libro Taken by Force, J. Robert Lilly stimò il numero di violenze commesse dai militari americani in Germania a 11.040. Come accadde subito dopo il D-Day, molti di questi stupri furono di gruppo ed ebbero luogo sotto la minaccia delle armi.
Anche se gli americani istituirono politiche di non fraternizzazione, la frase "la copulazione senza conversazione non è fraternizzazione" era molto usato come motto dalle truppe statunitensi. Il giornalista Osmar White, un corrispondente di guerra australiano che servì con l'esercito statunitense durante il conflitto, scrisse che
Uno schema tipico riscontrabile prevedeva dei soldati americani ubriachi che marciavano in territorio occupato finché non minacciavano una famiglia tedesca con le armi, obbligando una o più donne ad avere rapporti sessuali, per poi gettare in strada la famiglia intera.
Come nel settore d'occupazione orientale, il numero di stupri ebbe un picco nel 1945 ma un alto tasso di violenze contro i tedeschi e gli austriaci da parte degli americani praticamente cessò nella prima metà del 1946, con cinque casi di donne tedesche morte trovate in una baracca americana nel maggio-giugno dello stesso anno.
Carol Huntington scrisse che le violenze verso le donne tedesche da parte dei soldati americani, i quali lasciarono poi loro un dono in cibo, potevano essere considerate come atti di prostituzione invece che stupri. Citando il lavoro di uno storico giapponese, Huntington scrisse inoltre che le donne giapponesi che supplicavano per del cibo "furono stuprate e a volte i soldati lasciavano del cibo per loro."
I soldati di colore delle forze segregate d'occupazione americane erano sia più accusati di stupro che più severamente puniti. Heide Fehrenbach scrisse che, mentre i soldati neri non erano in alcun modo liberi dall'indisciplina,

## Conclusione
Nella Germania del dopoguerra, specialmente in Germania Ovest, le storie sul periodo degli stupri divennero un essenziale tema politico. Lo stupro di donne tedesche venne reso universale, nel tentativo di rendere interamente la popolazione tedesca una vittima. Questo tema venne screditato tra gli anni '60 e '70 quando i tedeschi stessi condussero studi e investigazioni critiche sul passato nazista, sulle generazioni più vecchie in grado di ricordare e la loro tendenza a rappresentare se stessi come vittime invece che carnefici, in particolare riguardo all'Olocausto. Tuttavia, l'affermazione ribadita frequentemente che gli stupri in tempo di guerra si fossero arresi a decenni di silenzio non è probabilmente corretta.
Il modo in cui gli stupri sono stati discussi da Sander e Johr, nel loro BeFreier und Befreite, è stato criticato da diversi studiosi. Secondo Grossmann, il problema è che questa non è una storia "universale" di donne stuprate da uomini ma di donne tedesche abusate e violentate da un esercito che combatté i nazisti e liberò i campi di morte. Quei tentativi di deenfatizzare il contesto storico degli stupri sono una grave omissione, secondo Stuart Liebman e Annette Michelson e, secondo Pascale Bos, è un esempio di approccio sessista, femminista e astorico del tema degli stupri in tempo di guerra.
Sempre secondo Pascale Bos, il tentativo femminista di generalizzare la storia degli stupri delle donne tedesche cadde in una contraddizione con la stessa descrizione degli stupri, fatta da Sander e Johr, come un genocidio: lo stupro delle donne tedesche di "razza superiore", da parte dei soldati sovietici di "razza inferiore", implicava che un tale stupro fu particolarmente doloroso per le vittime. In confronto, il tema degli stupri delle donne sovietiche da parte dei militari tedeschi che, secondo alcune stime, vanno dalle centinaia di migliaia fino ai due milioni non è trattata dagli autori come qualcosa di grave e meritevole di essere menzionata.